# Espaço Cultural Museu do Vinho
O Espaço Cultural Museu do Vinho é um museu na cidade de Jundiaí, inaugurado em 2002 numa iniciativa de famílias tradicionais da cidade, nomeadamente os Brunholi, os Fontebasso, os Bronzeri, os Marquesin e os Spiandorello. O museu, localizado dentro de um tonel de vinho de mais ou menos 6 metros de altura e capacidade para 110 mil litros da bebida e situado no complexo Villa Brunholi, dedica-se à contar a história da imigração italiana na região e da vitivinicultura.
Dentro do espaço do museu, é possível encontrar painéis que exibem a história da região por família, por tipos de uvas e vinhos, além de utensílios utilizados na vida cotidiana e na produção de vinho. O museu é um dos 5 museus do vinho brasileiros e o único localizado fora do estado do Rio Grande do Sul. 